# Klubbtrattskivling
Klubbtrattskivling (Ampulloclitocybe clavipes) är en svampart i familjen Tricholomataceae. Foten blir 4-8 cm hög.